# Lance Archer
Pour les articles homonymes, voir Hoyt.
Lance Wait Hoyt (né le 28 février 1977 à Hearne, Texas) est un catcheur (lutteur professionnel) américain. Il travaille actuellement à la All Elite Wrestling et la New Japan Pro-Wrestling, sous le nom de Lance Archer.

## Carrière

### Débuts (2000-2003)
Hoyt débute dans le catch en 2000 après un mois d'entraînement. Deux ans plus tard, il commence à faire parler de lui à la Professional Championship Wrestling, une fédération texane, où il utilise le nom de ring de Shadow. Au sein de cette fédération il remporte ses premiers titres en devenant champion télévision puis champion poids-lourds à deux reprises entre 2002 et décembre 2003,.

### Total Nonstop Action Wrestling (2004-2009)

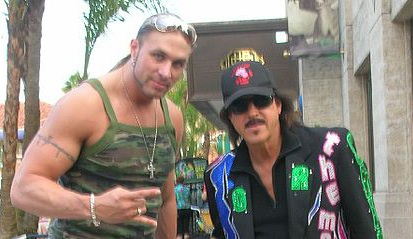
Hoyt posant avec Jimmy Hart.

Fin 2003 et en février 2004, Hoyt obtient deux essais à la Total Nonstop Action Wrestling (TNA) qui s'avèrent concluant puisqu'il est officiellement engagé en mars,,,[source insuffisante]. Il change de nom de ring pour celui de Dallas et participe avec Kid Kash au tournoi pour désigner les nouveaux champions du monde par équipe de la National Wrestling Alliance (NWA) qu'ils remportent après avoir éliminé Sonny Siaki et Simon Diamond (en) le 24 mars puis Sinn et Slash (en) le 31 mars et ont vaincu Triple X (Christopher Daniels et Low Ki) en finale le 7 avril,,. Leur règne est cependant de courte durée car une semaine après cette victoire ils perdent leur ceinture face à D-Lo Brown et Gran Apolo (en).
Le 21 avril, ils battent D-Lo Brown et Gran Apolo (en) et remportent les NWA World Tag Team Championship pour la deuxième fois.

#### The Rock 'n Rave Infection (2007–2009)

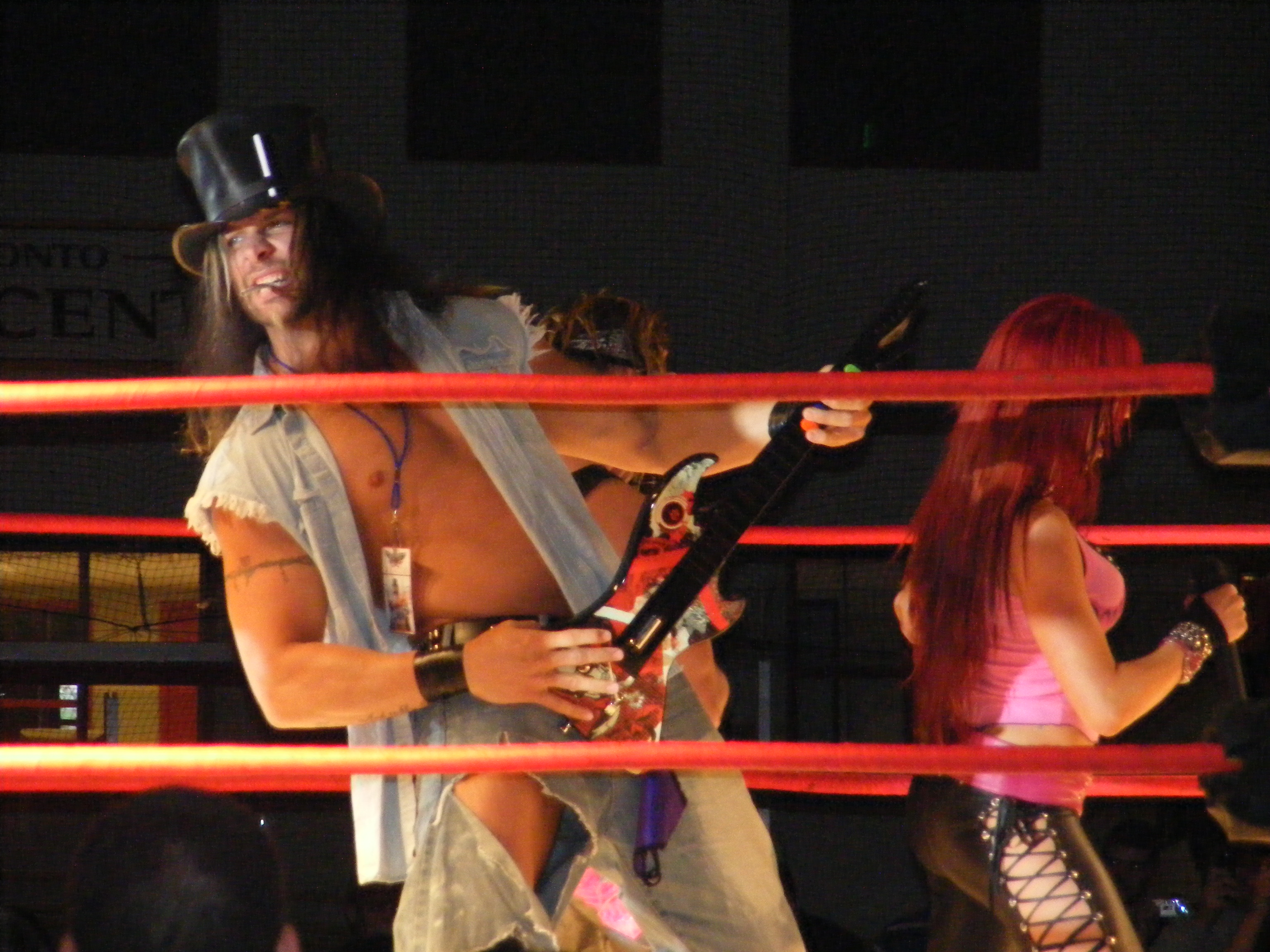
Hoyt dans The Rock 'n Rave Infection avec Christy Hemme

Lors de Destination X (2008), ils perdent contre The Latin American Xchange dans un Three Way match qui comprenaient également The Motor City Machine Guns (Alex Shelley et Chris Sabin) et ne deviennent pas Challengers pour les TNA World Tag Team Championship.
Le 10 février 2009, le contrat de Hoyt avec la TNA prend fin.

### World Wreslting Entertainment (2009-2010)

#### ECW, SmackDown, équipe avec Curt Hawkins et renvoi (2009-2010)

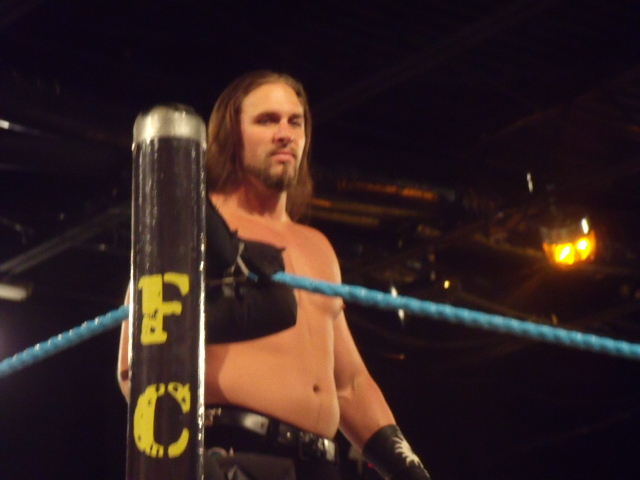
Hoyt en tant que Vance Archer à la FCW

Il fait ses débuts à la ECW en tant que heel le 3 novembre 2009 où il bat un jobber.
La WWE annonce ensuite officiellement qu'il est drafté à WWE SmackDown.
À WrestleMania XXVI il participe au Dark Match qui est une Battle Royale mais c'est Yoshi Tatsu qui remporte le match[réf. nécessaire].
Pendant les mois suivants, il fait équipe avec Curt Hawkins.
Il est viré de la WWE le 19 novembre 2010.

### Circuit indépendant (2010-...)
Le 7 janvier 2011, il bat Sicodelico, Jr. pour capturer la NWA Texas Heavyweight Championship[réf. nécessaire].

### New Japan Pro-Wrestling(2011-2015)

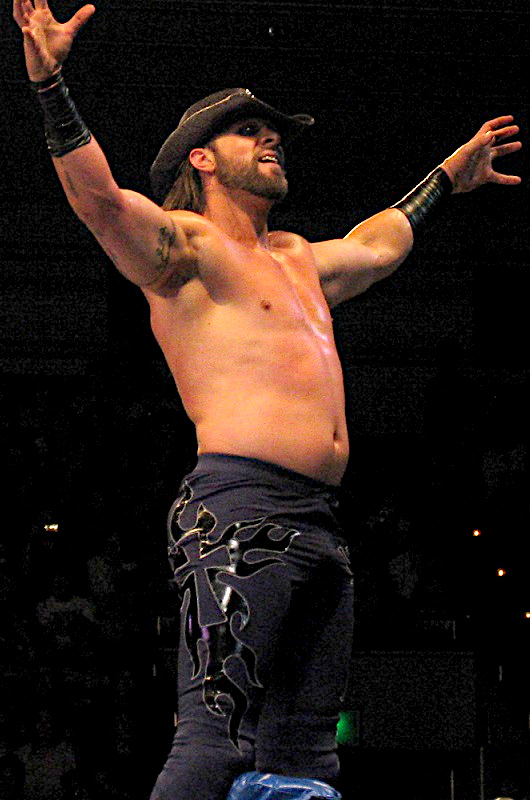
Archer durant une tournée de la New Japan

Le 15 mai 2011, il fait ses débuts pour la New Japan Pro-Wrestling, lors de la première tournée de la fédération aux États-Unis, en attaquant Satoshi Kojima après un match. Le lendemain , il a été annoncé que Hoyt, maintenant nommer Lance Archer, avait rejoint le groupe Suzuki-gun de Minoru Suzuki, qui avait récemment commencé à rivaliser avec Satoshi Kojima.
Lors de King of Pro-Wrestling 2012, lui et Smith maintenant connus comme K.E.S (Killer Elite Squad) battent Tencozy (Hiroyoshi Tenzan et Satoshi Kojima) pour remporter les IWGP Tag Team Championship. Lors de Wrestling Dontaku 2013, ils perdent les IWGP Tag Team Championship contre Tencozy dans un  Four-Way Match qui comprenaient également Chaos (Takashi Iizuka et Toru Yano) et Manabu Nakanishi et Strong Man.
Lors de Wrestle Kingdom 8, ils perdent les titres contre Bullet Club (Doc Gallows et Karl Anderson).
Lors de King of Pro-Wrestling 2014, ils battent Tencozy et remportent les NWA World Tag Team Championship pour la deuxième fois.

### Pro Wrestling Noah (2015-2016)
Le 10 janvier 2015, K.E.S fait ses débuts à la Pro Wrestling Noah en attaquant le GHC Heavyweight Champion Naomichi Marufuji et les GHC Tag Team Champions TMDK (Mikey Nicholls et Shane Haste) avec tous les autres membres de Suzuki-gun.
Le 11 février, ils battent TMDK et remportent les GHC Tag Team Championship. Le 28 mai 2016, ils perdent les titres contre Naomichi Marufuji et Toru Yano.
Le 23 novembre, ils battent Naomichi Marufuji et Toru Yano et remportent les GHC Tag Team Championship pour la deuxième fois. Le 3 décembre, ils perdent les titres contre Gō Shiozaki et Maybach Taniguchi[réf. nécessaire].

### Retour à la NJPW (2017-2020)
Le 5 janvier 2017, ils retournent à la New Japan Pro-Wrestling avec les autres membres de Suzuki-gun en attaquant le clan Chaos avec lui et Smitch ciblant principalement les IWGP Tag Team Champions, Tomohiro Ishii et Toru Yano[réf. nécessaire].
Lors de Destruction In Kobe 2017, ils battent Guerrillas of Destiny et War Machine et remportent les IWGP Tag Team Championship pour la troisième fois. Lors de Wrestle Kingdom 12, ils perdent les titres contre Los Ingobernables de Japón (Evil et Sanada).

#### United States Champion et départ (2019–2020)
Lors de King Of Pro Wrestling 2019, il bat Juice Robinson dans un No Disqualification Match et remporte le vacant IWGP United States Heavyweight Championship. Lors de Wrestle Kingdom 14 - Tag 1, il perd son titre contre Jon Moxley dans un Texas Deathmatch[réf. nécessaire].

### All Elite Wrestling (2020-...)
Le 26 février 2020, il signe officiellement pour plusieurs années avec la All Elite Wrestling.
Le 1er avril à Dynamite, il fait ses débuts, dispute son premier match et bat Marko Stunt.
Le 5 septembre à All Out, il remporte la 21-Man Casino Battle Royal et devient aspirant no 1 au titre mondial[réf. nécessaire].
Le 14 octobre à Dynamite, il ne remporte pas la ceinture, battu par Jon Moxley.
Le 7 mars 2021 à Revolution, il ne remporte pas le Face of the Revolution Ladder match, gagné par Scorpio Sky, et ne devient pas aspirant no 1 au titre TNT[réf. nécessaire].
Le 30 mai à Double or Nothing, il ne remporte pas la ceinture, battu par Miro[réf. nécessaire].
Le 21 juillet lors de Fyter Fest 2021 - Tag 2, il redevient champion poids-lourds des États-Unis IWGP, pour la seconde fois, en prenant sa revanche sur Jon Moxley dans un Texas Death match. Le 14 août à Resurgence, il ne conserve pas sa ceinture, battu par Hiroshi Tanahashi, ne conservant pas son titre.
Le 26 juin 2022 lors du pré-show à Forbidden Door, il bat Nick Comoroto.
Le 30 décembre 2023 à Worlds End, il ne remporte pas la Battle Royal, gagnée par Killswitch, et n'obtient pas un contrat qui lui permet d'avoir un match pour le titre TNT à tout moment.
Le 3 mars 2024 à Revolution, il ne remporte pas le All-Star 8-Man Scramble match, gagné par Wardlow, et ne devient pas aspirant no 1 à la ceinture mondiale.
Le 16 octobre à Dynamite, à la suite d'un accord pour un échange entre Jake Roberts et Don Callis, Brian Cage et lui rejoignent officiellement la Don Callis Family[réf. nécessaire].

## Palmarès et récompenses
- All Elite Wrestling
  - Casino Battle Royale (2020)
- American Made Wrestling

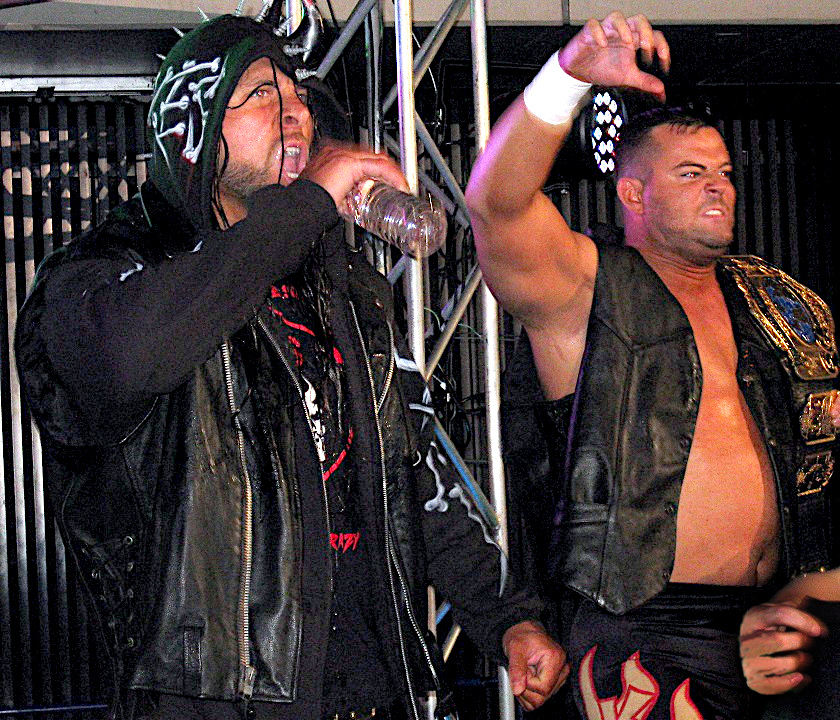
Archer (à droite) et Davey Boy Smith Jr., les Killer Elite Squad, en tant que NWA World Tag Team Champions en juin 2013

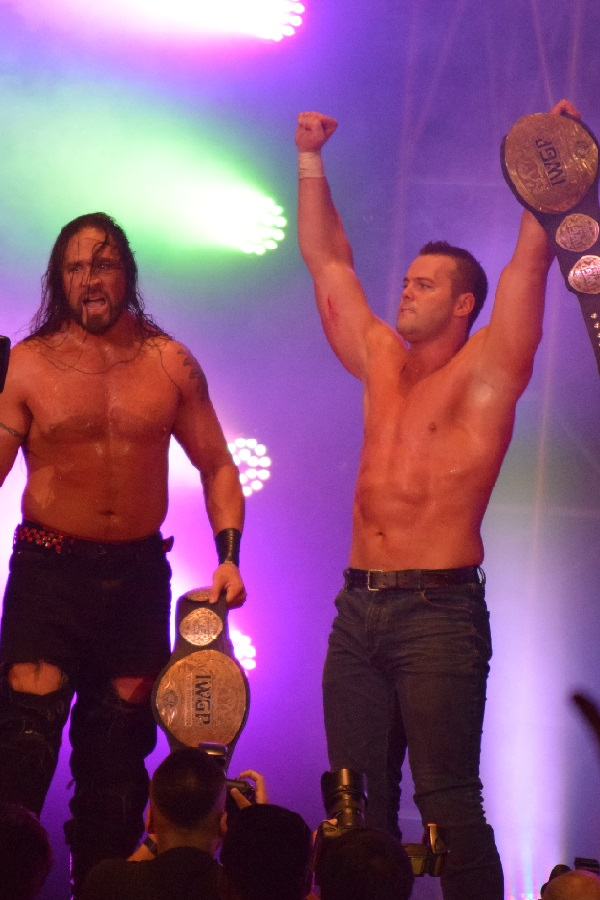
Archer et Smith en tant que IWGP Tag Team Champions en septembre 2017

  - 1 fois AMW Heavyweight Championship

- Gippsland Pro Wrestling
  - 1 fois GPW Heavyweight Championship

- Heavy on Wrestling
  - 1 fois HOW Undisputed Championship

- Fighting Spirit Federation
  - La Reunion World Cup (2009)

- NWA Southwest
  - 1 fois NWA Texas Heavyweight Championship[35]

- New Japan Pro Wrestling
  - 2 fois IWGP United States Heavyweight Championship
  - 3 fois IWGP Tag Team Championship avec Davey Boy Smith, Jr.
  - G1 Climax Tag League 2011 avec Minoru Suzuki

- National Wrestling Alliance
  - 2 fois NWA World Tag Team Championship avec Davey Boy Smith, Jr.

- Professional Championship Wrestling
  - 4 fois PCW World Heavyweight Championship[36]
  - 3 fois PCW World Tag Team Championship avec Wally Darkmon
  - 3 fois PCW World Television Championship[36]

- Pro Wrestling Noah
  - 2 fois GHC Tag Team Championship avec Davey Boy Smith, Jr.

- River City Wrestling
  - 1 fois RCW Championship[37]
  - 1 fois RCW Tag Team Championship avec Paul Titan

- Total Nonstop Action Wrestling
  - 2 fois NWA World Tag Team Championship avec Kid Kash[38]

- Traditional Championship Wrestling
  - 1 fois TCW World Heavyweight Championship

- World Wrestling Council
  - 1 fois WWC Universal Heavyweight Championship

## Récompenses des magazines
- Pro Wrestling Illustrated

| Année | 2001 | 2002 à 2003 | 2004 | 2005 | 2006 | 2007 | 2008 | 2009 | 2010 | 2011       | 2012 | 2013 | 2014 | 2015 | 2016 | 2017 | 2018 | 2019 | 2020 | 2021 | 2022 | 2023 | 2024 |
| ----- | ---- | ----------- | ---- | ---- | ---- | ---- | ---- | ---- | ---- | ---------- | ---- | ---- | ---- | ---- | ---- | ---- | ---- | ---- | ---- | ---- | ---- | ---- | ---- |
| Rang  | 82   | Non classé  | 273  | 156  | 276  | 159  | 150  | 195  | 168  | Non classé | 267  | 95   | 112  | 92   | 101  | 354  | 246  | 282  | 59   | 104  | 157  | 230  | 275  |

- Wrestling Observer Newsletter
  - Worst Worked Match of the Year (2006) TNA Reverse Battle Royal on TNA Impact![40]